# Championnat d'Espagne de hockey sur glace 1992-1993
Saison précédente Saison suivante
La saison 1992-1993 est la 19e saison du championnat d'Espagne de hockey sur glace. Cette saison, le championnat porte le nom de Superliga Española.

## Clubs de la Superliga 1992-1993
- FC Barcelone
- ARD Gasteiz
- CH Jaca
- CG Puigcerdà
- Txuri Urdin

## Classement
| # | Club         | Joués | V  | N | D  | bp:bc  | +/-  | Points |
| - | ------------ | ----- | -- | - | -- | ------ | ---- | ------ |
| 1 | Txuri Urdin  | 16    | 13 | 3 | 0  | 116:48 | +68  | 29     |
| 2 | CH Jaca      | 16    | 9  | 2 | 5  | 113:69 | +44  | 20     |
| 3 | CG Puigcerdà | 16    | 8  | 1 | 7  | 85:89  | -4   | 17     |
| 4 | FC Barcelone | 16    | 6  | 2 | 8  | 57:88  | -21  | 14     |
| 5 | ARD Gasteiz  | 16    | 0  | 0 | 16 | 43:150 | -107 | 0      |

### Meilleurs Pointeurs
Le Txuri Urdin est sacré Champion d'Espagne de hockey sur glace 1992-1993.